# Aurelia (zoologia)
Aurelia Lamarck, 1816 è un genere di Scyphozoa dal famiglia Ulmaridae.
Il genere Aurelia include numerose specie, non tutte descritte formalmente alla scienza, ma sicuramente Aurelia è il gruppo di zooplancton maggiormente noto, con la specie Aurelia aurita quella più studiata.

## Distribuzione e habitat
Le meduse Aurelia sono cosmopolite, e si trovano in tutti i continenti.  La A. aurita è diffusa nel nord Atlantico, la A. labiata lungo la costa pacifica del Nord America, la A. limbata nelle fredde acque artiche. Altre specie sono presenti nel mar Mediterraneo, nel mar Nero, nel mar Rosso e negli altri oceani, con una larga diffusione della specie 1.
Il ciclo riproduttivo delle Aurelia avviene a generazioni alterne, dove una generazione di meduse pelagiche si riproduce sessualmente, mentre la successiva generazione di polipi bentonici si riproducono asessualmente per strobilazione.

## Specie
- Aurelia aurita Linnaeus, 1758
- Aurelia colpata Brandt, 1838
- Aurelia cruciata
- Aurelia labiata Chamisso & Eysenhardt, 1821
- Aurelia limbata Brandt, 1835
- Aurelia maldivensis
- Aurelia relicta Scorrano, Aglieri, Boero, Dawson & Piraino, 2017
- Aurelia solida Browne, 1905